# Remember Me (Disney-Lied)
Remember Me ist ein für Lee Unkrichs Animationsfilm Coco – Lebendiger als das Leben! geschriebener Song von Kristen Anderson-Lopez und Robert Lopez. Im Rahmen der Oscarverleihung 2018  wurde Remember Me als bester Filmsong ausgezeichnet und im Rahmen der Golden Globe Awards 2018 in der gleichen Kategorie nominiert.

## Produktion
Remember Me wurde von Kristen Anderson-Lopez und Robert Lopez für Lee Unkrichs Animationsfilm Coco – Lebendiger als das Leben! geschrieben, die bereits 2013 für ihre Arbeit an dem Song Let It Go für den Disneyfilm Die Eiskönigin – Völlig unverfroren bei der Oscarverleihung 2014 mit einem Oscar ausgezeichnet wurden. 
Das Lied, dessen Titel in der deutschen Fassung Denk stets an mich lautet, gilt im Film als der größte Hit von Ernesto de la Cruz, wurde jedoch in Wahrheit von dessen Kollegen Hector komponiert, der sich als der eigentliche Ururgroßvater von Miguel herausstellt. Am Ende des Films singt Miguel das Lied für seine Urgroßmutter Coco, die in das Lied einstimmt, das ihr Vater einst für sie geschrieben hatte. In der im Abspann zu hörenden Version wird das Lied von Miguel und Natalia Lafourcade gesungen. Miguel sagte: „Das Lied ist etwas Besonderes, weil es um die Familie geht und uns daran erinnert, nicht zu vergessen, wo wir herkommen. Es erinnert daran, dass wir die Liebe und Opferbereitschaft unserer Vorfahren schätzen müssen, da dies dazu geführt hat, dass wir sein können, wer wir sind. Ich denke, die Botschaft dieses Songs ist stark genug, um sich mit jedem zu verbinden, aber wir fügen der Emotion des Songs in dieser Version eine weitere Ebene von Tiefe und Seele hinzu.“ Camilo Lara vom Musikprojekt Mexican Institute of Sound unterstützte das Team als musikalischer Berater.
Beim Día de los Muertos geht es nach Aussage des Regisseurs Lee Unkrich sehr stark um unsere Verpflichtung, die Erinnerung an die Verstorbenen lebendig zu halten, was auch bedeutet, das an die nächste Generation weiterzugeben.

## Film und Lyrics

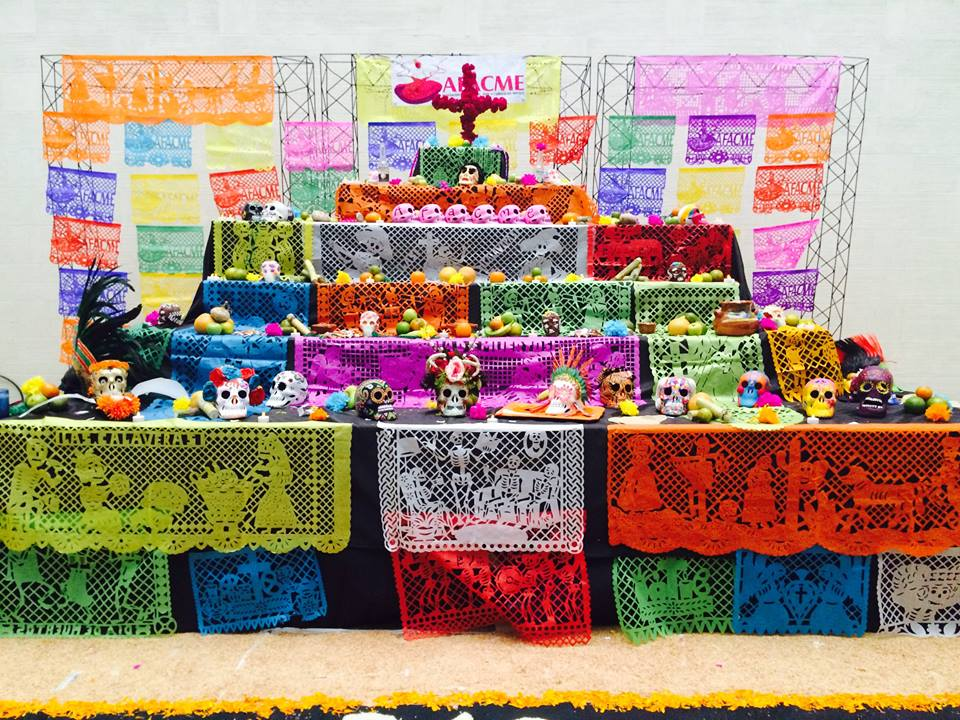
Am Día de los Muertos finden sich in Mexiko Freunde und Verwandte zusammen, um gemeinsam der geliebten Verstorbenen zu gedenken

Im Film geht es um den in einem mexikanischen Dorf lebenden zwölfjährige Miguel, der davon träumt, ein großer Musiker zu werden, obwohl Musik in seiner Familie seit Generationen verboten ist. Wie sein Idol Ernesto de la Cruz will er sein Talent beweisen. Die Gelegenheit hierzu bekommt er, als er sich nach einer mysteriösen Verkettung von Ereignissen am Día de los Muertos plötzlich im Land der Toten wiederfindet, wo er den lebensfrohen Gauner Hector trifft. Gemeinsam begeben sie sich auf eine außergewöhnliche Reise, die Wahrheit hinter Miguels Familiengeschichte ans Licht bringen soll. Miguel erlebt eine Familien-Wiedervereinigung der etwas anderen Art und wird letztlich selbst ein Mariachi.
Der Día de los Muertos ist ein mexikanischer Feiertag, der vor allem in der Mitte und im Süden des Landes gefeiert wird. An diesem Tag finden sich Freunde und Verwandte zusammen, um gemeinsam der geliebten Verstorbenen zu gedenken. Auf Altären werden deren Lieblingsspeisen, Zucker-Totenköpfe und Blumen dargebracht und durch Gebete deren spirituelle Reise unterstützt.
Je nach Tempo kann der Liedtext unterschiedlich interpretiert werden, so als Abschieds- oder Liebes-, aber auch als Wiegenlied, wie eigentlich im Film angedacht. Darin heißt es:
| Im Englischen | In der deutschen Übersetzung |
| --- | --- |
| Remember me Though I have to say goodbye Remember me Don’t let it make you cry For even if I’m far away I hold you in my heart I sing a secret song to you Each night we are apart Remember me Though I have to travel far Remember me Each time you hear a sad guitar Know that I’m with you The only way that I can be Until you’re in my arms again Remember me | Denk stets an mich. Muss ich jetzt auch leider geh’n, denk stets an mich. Wein’ deshalb keine Trän’n, denn bin ich dann auch fern von dir, trag’ ich dich in mei’m Herz. Ich sing’ für dich ein kleines Lied, dann geht vorbei der Schmerz. Denk stets an mich. Wenn ich weggeh’, sei nicht bang, denk stets an mich, und der Gitarre traurig Klang. Sagt, dass ich nur so sein kann bei dir allabendlich, bis in mei’m Arm du wieder liegst. Denk stets an mich. |

## Veröffentlichung
Remember Me wurde am 10. November 2017 von Walt Disney Records als CD veröffentlicht. Der Soundtrack zum Film selbst, auf dem neben Remember Me auch die von Oscar-Gewinner Michael Giacchino komponierte Filmmusik enthalten ist und zudem Songs von Germaine Franco und dem Drehbuchautor Adrian Molina, wurde am 17. November 2017 veröffentlicht.
Am 27. Oktober 2017 wurde auch ein animiertes Musikvideo zum Song veröffentlicht. Zudem wurde im November 2017 ein Video mit Miguel und Natalia Lafourcade veröffentlicht.

## Auszeichnungen
Am 18. Dezember 2017 gab die Academy of Motion Picture Arts and Sciences bekannt, dass sich der Song in einer Vorauswahl von 70 Liedern befindet, aus der die Nominierungen in der Kategorie Bester Filmsong im Rahmen der Oscarverleihung 2018 bestimmt wurden. Der Song wurde auch im Rahmen der musikalischen Begleitung der Oscarverleihung präsentiert. Im Folgenden eine Auswahl von Nominierungen und Auszeichnungen im Rahmen bekannter Filmpreise.
Critics’ Choice Movie Awards 2018
- Auszeichnung als Bestes Lied[13]

Golden Globe Awards 2018
- Nominierung als Bester Filmsong

Grammy Awards 2019
- Nominierung als Best Song Written For Visual Media (Miguel und Natalia Lafourcade)

Guild of Music Supervisors Awards 2018
- Nominierung in der Kategorie Best Song/Recording Created for a Film[14]

Houston Film Critics Society Awards 2018
- Auszeichnung als Bester Song

Oscarverleihung 2018
- Auszeichnung als Bester Song (Kristen Anderson-Lopez und Robert Lopez)

Phoenix Film Critics Society Awards 2017
- Auszeichnung als Best Original Song[15]

World Soundtrack Academy Awards 2018
- Nominierung als Best Original Song written directly for a Film[16]